# ワンダースワンのゲームタイトル一覧
ワンダースワンのゲームタイトル一覧（ワンダースワンのゲームタイトルいちらん）では、ワンダースワン、ワンダースワンカラー対応、ワンダースワンカラー専用として発売したゲームソフトを発売順に列記する（全199タイトル）。なお追加要素を含まないベスト版などは除く。
| 目次 | • ワンダースワンのタイトル• ワンダースワンカラー対応のタイトル• ワンダースワンカラー専用のタイトル• その他• 非売品• 発売されなかったタイトル• 脚注• 参考文献 |

ワンダースワンは1999年に4,800円という安価で売り出され、翌年にはカラー表示に対応したワンダースワンカラーが6,800円で発売された。
また、2002年7月12日には視認性を改善するためにTFT液晶を採用したスワンクリスタルが発売された。
本機の開発には、ゲーム&ウオッチやゲームボーイの開発で知られる任天堂の元社員・横井軍平がかかわっている。本体同時発売タイトルの一つである『GUNPEY』はワンダースワンの代表作となった。なお、同作は横井の遺作でもあり、作品名も彼にちなんでつけられた。
アスキーによると、ワンダースワンのユーザーの7割が16歳以上とされており、ワンダースワンカラーは、14歳以下のユーザーが8割である任天堂のゲームボーイおよびゲームボーイアドバンスとの差別化を図るため、16～19歳の男女をコアターゲットに据えた。
サードパーティーではファイナルファンタジーシリーズをはじめとするスクウェアのヒット作が移植されたほか、「サガシリーズ」のゲームクリエイターの河津秋敏が手掛けた『ワイルドカード』などのワンダースワンオリジナルタイトルも登場した。
また、本機は縦画面でも遊べることから、縦書きのノベルゲームや、『クレイジークライマー』のように高さが求められる作品では縦画面が有利に働いた。
その後、バンダイとキュートが共同で、ワンダースワン用のプログラミングツール・ワンダーウィッチを用いたコンテスト「WonderWitchプログラミングコンテスト」を開催し、『JUDGEMENT SILVERSWORD -Rebirth Edition-』などの入賞作が商品化された。
一方、ワンダースワンは操作性の悪さが指摘されていた。

## ワンダースワンのタイトル
ワンダースワン（モノクロ）のタイトルは1999年から2001年にかけて発売された。
| 目次 | • 1999• 2000以降 |

発売年ごとのタイトル数（全108タイトル）は以下の通り。
- 1999年（全69タイトル）[8]
- 2000年（全38タイトル）[9]
- 2001年（全1タイトル）[10]

| 発売日         | タイトル                                                    | 発売元                             | 備考                                                                            |
| -------------- | ----------------------------------------------------------- | ---------------------------------- | ------------------------------------------------------------------------------- |
| 1999年3月4日   | GUNPEY                                                      | バンダイ                           | ローンチタイトル                                                                |
| 1999年3月4日   | チョコボの不思議なダンジョン for ワンダースワン             | バンダイ                           | ローンチタイトル。PlayStation用ソフト『チョコボの不思議なダンジョン』の移植版   |
| 1999年3月4日   | 電車でGO!                                                   | タイトー                           | ローンチタイトル                                                                |
| 1999年3月4日   | 新日本プロレスリング闘魂烈伝                                | トミー                             | ローンチタイトル                                                                |
| 1999年3月11日  | 信長の野望 for ワンダースワン                               | コーエー                           |                                                                                 |
| 1999年3月11日  | 麻雀登龍門                                                  | サミー                             |                                                                                 |
| 1999年3月11日  | ぷよぷよ通                                                  | バンダイ                           |                                                                                 |
| 1999年3月11日  | ワンダースタジアム                                          | バンダイ                           |                                                                                 |
| 1999年3月25日  | デジタルモンスター Ver. ワンダースワン                      | バンダイ                           |                                                                                 |
| 1999年4月1日   | 海釣りに行こう!                                             | ココナッツジャパン                 |                                                                                 |
| 1999年4月1日   | 三國志 for ワンダースワン                                   | コーエー                           |                                                                                 |
| 1999年4月1日   | 上海ポケット                                                | サンソフト                         |                                                                                 |
| 1999年4月1日   | 語楽王 TANGO!                                               | メビウス                           |                                                                                 |
| 1999年4月8日   | ナイスオン                                                  | サミー                             |                                                                                 |
| 1999年4月15日  | 元祖じゃじゃ丸くん                                          | ジャレコ                           |                                                                                 |
| 1999年4月15日  | 子育てクイズ どこでもマイエンジェル                         | バンダイ                           |                                                                                 |
| 1999年4月28日  | beatmania for WonderSwan                                    | コナミ                             |                                                                                 |
| 1999年4月28日  | スーパーロボット大戦COMPACT                                 | バンプレスト                       |                                                                                 |
| 1999年5月4日   | メダロット・パーフェクトエディション カブトバージョン       | イマジニア                         |                                                                                 |
| 1999年5月4日   | メダロット・パーフェクトエディション クワガタバージョン     | イマジニア                         |                                                                                 |
| 1999年5月13日  | スペースインベーダー                                        | サンソフト                         |                                                                                 |
| 1999年5月13日  | ワンダースワンハンディーソナー                              | バンダイ                           |                                                                                 |
| 1999年5月20日  | 風のクロノア ムーンライトミュージアム                       | ナムコ                             |                                                                                 |
| 1999年5月27日  | SDガンダム エモーショナルジャム                             | バンダイ                           |                                                                                 |
| 1999年5月27日  | LAST STAND ラストスタンド                                   | バンダイ                           |                                                                                 |
| 1999年6月10日  | カオスギア 〜導かれし者〜                                   | バンダイ                           |                                                                                 |
| 1999年6月17日  | 鉄拳 カードチャレンジ                                       | バンダイ                           |                                                                                 |
| 1999年6月24日  | アンカーズ・フィールド                                      | サミー                             |                                                                                 |
| 1999年6月24日  | ヴァイツブレイド                                            | バンダイ                           |                                                                                 |
| 1999年7月1日   | パズルボブル                                                | サンソフト                         |                                                                                 |
| 1999年7月1日   | トランプコレクション ボトムアップ的トランプ生活             | ボトムアップ                       |                                                                                 |
| 1999年7月15日  | 日本プロ麻雀連盟公認 徹萬                                   | 加賀テック                         |                                                                                 |
| 1999年7月22日  | 新世紀エヴァンゲリオン シト育成                             | バンダイ                           |                                                                                 |
| 1999年7月22日  | 魔界村 for ワンダースワン                                   | バンダイ                           |                                                                                 |
| 1999年7月29日  | クレイジークライマー                                        | 日本物産                           |                                                                                 |
| 1999年8月5日   | TERRORS                                                     | バンダイ                           |                                                                                 |
| 1999年8月5日   | 名探偵コナン 魔術師の挑戦状!                                | バンダイ                           |                                                                                 |
| 1999年8月12日  | サッカーやろう! 〜Challenge The World〜                     | ココナッツジャパン                 |                                                                                 |
| 1999年8月26日  | Mobile Suit GUNDAM MSVS                                     | バンダイ                           |                                                                                 |
| 1999年9月14日  | 競馬予想支援ソフト 予想進化論                               | メディアエンターテイメント         |                                                                                 |
| 1999年9月30日  | ワンダースタジアム'99                                       | バンダイ                           |                                                                                 |
| 1999年9月30日  | 格闘料理伝説ビストロレシピ 〜ワンダーバトル編〜             | バンプレスト                       |                                                                                 |
| 1999年10月7日  | プロ麻雀 極 for ワンダースワン                              | アテナ                             |                                                                                 |
| 1999年10月7日  | 電車でGO!2                                                  | サイバーフロント                   |                                                                                 |
| 1999年10月7日  | Harobots 〜ハロボッツ〜                                     | サンライズインタラクティブ         |                                                                                 |
| 1999年10月14日 | マジカルドロップ for ワンダースワン                         | データイースト                     |                                                                                 |
| 1999年10月28日 | 将棋登龍門                                                  | サミー                             |                                                                                 |
| 1999年10月28日 | Engacho! for ワンダースワン                                 | 日本アプリケーション               | うるまでるびがキャラクターデザインを手掛けたパズルゲーム                        |
| 1999年10月28日 | ロックマン&フォルテ 未来からの挑戦者                        | バンダイ                           |                                                                                 |
| 1999年11月2日  | ミングルマグネット                                          | ハル・コーポレーション             |                                                                                 |
| 1999年11月18日 | Armored Unit                                                | サミー                             |                                                                                 |
| 1999年11月18日 | 謎王pocket                                                  | バンダイ                           | クイズ作家の道蔦岳史が監修したクイズゲーム。                                    |
| 1999年11月18日 | 競走馬育成シミュレーション KEIBA                            | ベック                             |                                                                                 |
| 1999年11月25日 | サイドポケット for ワンダースワン                           | データイースト                     |                                                                                 |
| 1999年11月25日 | TURNTABLIST －DJバトル－                                    | バンダイ                           |                                                                                 |
| 1999年12月2日  | KISSより… 〜Seaside Serenade〜                              | キッド                             |                                                                                 |
| 1999年12月2日  | カードキャプターさくら 〜さくらとふしぎなクロウカード〜     | バンダイ                           |                                                                                 |
| 1999年12月9日  | クロックタワー for ワンダースワン                           | 加賀テック                         |                                                                                 |
| 1999年12月9日  | たれぱんだのぐんぺい                                        | バンダイ                           |                                                                                 |
| 1999年12月9日  | BUFFERS EVOLUTION                                           | バンダイ                           |                                                                                 |
| 1999年12月9日  | FEVER SANKYO公式パチンコシミュレーション for ワンダースワン | ベック                             |                                                                                 |
| 1999年12月16日 | KAPPA GAMES 超伝奇カードバトル「妖符魔界」菊地秀行          | 光文社                             |                                                                                 |
| 1999年12月16日 | デジモンアドベンチャー アノードテイマー                     | バンダイ                           |                                                                                 |
| 1999年12月16日 | 卒業 〜Graduation〜 for ワンダースワン                      | バンダイビジュアル                 |                                                                                 |
| 1999年12月22日 | D's Garage21 公募ゲーム たねをまく鳥                        | バンダイ                           |                                                                                 |
| 1999年12月22日 | 鉄人28号                                                    | メガハウス                         |                                                                                 |
| 1999年12月22日 | 森田将棋 for ワンダースワン                                 | 悠紀エンタープライズ               |                                                                                 |
| 1999年12月29日 | 爆走デコトラ伝説 for ワンダースワン                         | 加賀テック                         |                                                                                 |
| 1999年12月29日 | SDガンダム ガシャポン戦記 Episode One                       | バンダイ                           |                                                                                 |
| 2000年1月6日   | おーちゃんのお絵かきロジック                                | サンソフト                         |                                                                                 |
| 2000年1月6日   | どこでもハムスター                                          | ベック                             |                                                                                 |
| 2000年1月13日  | 五目並べ&リバーシ 登龍門                                    | サミー                             |                                                                                 |
| 2000年1月20日  | デジモンアドベンチャー カソードテイマー                     | バンダイ                           |                                                                                 |
| 2000年2月3日   | うずまき 〜電視怪奇篇〜                                     | オメガ・ミコット                   | 映画『うずまき』とのタイアップであるノベルゲーム                                |
| 2000年2月10日  | 超兄貴 男の魂札                                             | バンダイ                           |                                                                                 |
| 2000年2月17日  | 花札しようよ                                                | サクセス                           |                                                                                 |
| 2000年2月24日  | 対局囲碁 平成棋院                                           | サクセス                           |                                                                                 |
| 2000年2月24日  | 仙界伝 〜TVアニメーション仙界伝封神演義より〜               | バンダイ                           |                                                                                 |
| 2000年2月24日  | 誕生 〜Debut〜 for ワンダースワン                           | バンダイビジュアル                 |                                                                                 |
| 2000年2月24日  | FISHING FREAKS Bass Rise for WonderSwan                     | ベック                             |                                                                                 |
| 2000年3月4日   | うずまき 〜呪いシミュレーション〜                           | オメガ・ミコット                   |                                                                                 |
| 2000年3月9日   | ラングリッサーミレニアム WS 〜The Last Century〜            | バンダイ                           |                                                                                 |
| 2000年3月16日  | 線脳 MILLENNIUM                                             | バンダイ                           |                                                                                 |
| 2000年3月23日  | ファイナルラップ2000                                        | バンダイ                           |                                                                                 |
| 2000年3月23日  | メタコミセラピー ねぇ聞いて!                                | メディアエンターテイメント         |                                                                                 |
| 2000年3月23日  | マクロス 〜トゥルー・ラブ・ソング〜                         | レイアップ                         |                                                                                 |
| 2000年3月30日  | 燃えろ!!プロ野球 ルーキーズ                                 | ジャレコ                           |                                                                                 |
| 2000年3月30日  | スーパーロボット大戦COMPACT2 第1部:地上激動編               | バンプレスト                       |                                                                                 |
| 2000年4月6日   | 三國志II for ワンダースワン                                 | コーエー                           |                                                                                 |
| 2000年4月6日   | ポケットファイター                                          | バンダイ                           | ワンダースワン用のインターネット接続キット『ワンダーゲート』（NTTドコモ）対応。 |
| 2000年4月20日  | スリザーリンク                                              | バンダイ                           |                                                                                 |
| 2000年4月20日  | ロードランナー for ワンダースワン                           | バンプレスト                       |                                                                                 |
| 2000年4月27日  | wuz↑b?（ワサビ）プロデュース ストリートダンサー             | バンダイ                           |                                                                                 |
| 2000年4月27日  | ボカン伝説 ブタもおだてりゃドロンボー                       | バンプレスト                       |                                                                                 |
| 2000年5月25日  | デジタルパートナー                                          | バンダイ                           |                                                                                 |
| 2000年6月1日   | HUNTER×HUNTER 〜意志を継ぐ者〜                              | バンダイ                           |                                                                                 |
| 2000年6月29日  | グローカルヘキサイト                                        | サクセス                           |                                                                                 |
| 2000年6月29日  | レインボーアイランド 〜パーティーズ☆パーティ〜              | メガハウス                         |                                                                                 |
| 2000年7月13日  | SDガンダム Gジェネレーション ギャザービート                 | バンプレスト                       |                                                                                 |
| 2000年7月19日  | From TV animation ONE PIECE 〜めざせ海賊王!〜               | バンダイ                           |                                                                                 |
| 2000年7月27日  | 名探偵コナン 西の名探偵 最大の危機!?                        | バンダイ                           |                                                                                 |
| 2000年8月3日   | デジモンアドベンチャー02 ダッグテイマーズ                   | バンダイ                           |                                                                                 |
| 2000年8月10日  | リング∞（インフィニティ）                                   | 角川書店                           |                                                                                 |
| 2000年8月31日  | ファイヤープロレスリング for ワンダースワン                 | 加賀テック                         |                                                                                 |
| 2000年9月14日  | スーパーロボット大戦COMPACT2 第2部:宇宙激震編               | バンプレスト                       |                                                                                 |
| 2000年9月28日  | トランプコレクション2 ボトムアップ的世界一周の旅            | バンダイ                           |                                                                                 |
| 2000年10月12日 | 東京魔人学園符咒封録                                        | アスミックエースエンタテインメント |                                                                                 |
| 2001年1月18日  | スーパーロボット大戦COMPACT2 第3部:銀河決戦編               | バンプレスト                       |                                                                                 |

## ワンダースワンカラー対応のタイトル
ワンダースワンカラー対応のタイトルは2000年から2002年にかけて発売された。
| 目次 | • 2000• 2001以降 |

発売年ごとのタイトル数（全20タイトル）は以下の通り。
- 2000年（全8タイトル）[9]
- 2001年（全11タイトル）[10]
- 2002年（全1タイトル）[17]

| 発売日         | タイトル                                         | 発売元           | 備考                                                   |
| -------------- | ------------------------------------------------ | ---------------- | ------------------------------------------------------ |
| 2000年9月21日  | はたらくチョコボ                                 | スクウェア       | チョコボを題材とした開拓もののシミュレーションゲーム。 |
| 2000年12月9日  | そろばんぐ                                       | 加賀テック       |                                                        |
| 2000年12月9日  | デジモンアドベンチャー02 ディーワンテイマーズ    | バンダイ         |                                                        |
| 2000年12月14日 | どこでもハムスター3                              | ベック           |                                                        |
| 2000年12月21日 | アナザヘヴン〜memory of those days〜             | オメガ・ミコット |                                                        |
| 2000年12月21日 | 仙界伝 弐 〜TVアニメーション仙界伝封神演義より〜 | バンダイ         |                                                        |
| 2000年12月21日 | TERRORS2                                         | バンダイ         |                                                        |
| 2000年12月28日 | FLASH 恋人クン                                   | 光文社           | 写真週刊誌『FLASH』の名を冠した恋愛アクションパズル    |
| 2001年1月18日  | ナムコワンダークラシック                         | バンダイ         |                                                        |
| 2001年2月8日   | 宇宙戦艦ヤマト                                   | バンダイ         |                                                        |
| 2001年3月1日   | ウィザードリィ シナリオ1 狂王の試練場            | バンダイ         |                                                        |
| 2001年3月15日  | SDガンダム英雄伝 騎士伝説                        | バンダイ         |                                                        |
| 2001年3月15日  | SDガンダム英雄伝 武者伝説                        | バンダイ         |                                                        |
| 2001年3月15日  | ダークアイズ 〜バトルゲート〜                    | バンダイ         |                                                        |
| 2001年4月15日  | 名探偵コナン 夕暮れの皇女                        | バンダイ         |                                                        |
| 2001年5月24日  | ポケットの中のDoraemon                           | バンダイ         |                                                        |
| 2001年6月28日  | 東風荘                                           | バンダイ         |                                                        |
| 2001年7月5日   | ブルーウィングブリッツ                           | スクウェア       |                                                        |
| 2001年7月12日  | デジモンテイマーズ デジモンメドレー              | バンダイ         |                                                        |
| 2002年4月18日  | テトリス                                         | ヴァンガード     |                                                        |

## ワンダースワンカラー専用のタイトル
ワンダースワンカラー専用のタイトルは2000年から2004年にかけて発売された。
発売年ごとのタイトル数（全71タイトル）は以下の通り。
- 2000年（全3タイトル）[9]
- 2001年（全28タイトル）[10]
- 2002年（全27タイトル）[17]
- 2003年（全11タイトル）[19][20]
- 2004年（全2タイトル）

| 発売日         | タイトル                                                               | 発売元             | 備考 |
| -------------- | ---------------------------------------------------------------------- | ------------------ | --- |
| 2000年12月9日  | ファイナルファンタジー                                                 | スクウェア         | ワンダースワンカラー同梱版あり。                                                                                  |
| 2000年12月9日  | GUNPEY EX                                                              | バンダイ           | |
| 2000年12月9日  | ライムライダー・ケロリカン                                             | バンダイ           | |
| 2001年1月25日  | GUILTY GEAR PETIT                                                      | サミー             | 『GUILTY GEAR X』をもとにした対戦型格闘ゲーム。                                                                   |
| 2001年1月25日  | With You 〜みつめていたい〜                                            | シャルラク         | |
| 2001年2月1日   | 機動戦士ガンダムVol.1 SIDE7                                            | バンダイ           | |
| 2001年3月8日   | Memories Off Festa                                                     | キッド             | |
| 2001年3月29日  | ワイルドカード                                                         | スクウェア         | |
| 2001年4月15日  | ミスタードリラー                                                       | ナムコ             | |
| 2001年4月26日  | 三毛猫ホームズ ゴーストパニック                                        | 光文社             | |
| 2001年4月26日  | HUNTER×HUNTER 〜それぞれの決意〜                                       | バンダイ           | |
| 2001年5月2日   | ファイナルファンタジーII                                               | スクウェア         | |
| 2001年5月31日  | 落雀                                                                   | バンダイ           | |
| 2001年6月7日   | 幻想魔伝最遊記 Retribution 〜陽のあたる場所で〜                        | ムービック         | |
| 2001年6月14日  | くるパラ                                                               | トムクリエイト     | |
| 2001年6月14日  | SDガンダム Gジェネレーション ギャザービート2                           | バンダイ           | |
| 2001年6月21日  | ウルトラマン 光の国の使者                                              | バンダイ           | |
| 2001年7月26日  | LAST ALIVE                                                             | バンダイ           | |
| 2001年8月16日  | 機動戦士ガンダムVol.2 JABURO                                           | バンダイ           | |
| 2001年8月23日  | HUNTER×HUNTER 〜導かれし者〜                                           | バンダイ           | |
| 2001年9月13日  | From TV animation ONE PIECE 〜虹の島伝説〜                             | バンダイ           | |
| 2001年9月27日  | GUILTY GEAR PETIT2                                                     | サミー             | 『GUILTY GEAR PETIT』の続編で、『GUILTY GEAR X PLUS』との連動要素あり。                                           |
| 2001年9月27日  | スターハーツ 〜星と大地の使者〜                                        | バンダイ           | |
| 2001年10月6日  | デジモンテイマーズ バトルスピリット                                    | バンダイ           | |
| 2001年10月25日 | マリー&エリー 〜ふたりのアトリエ〜                                     | イースリースタッフ | |
| 2001年11月2日  | 犬夜叉 〜かごめの戦国日記〜                                            | バンダイ           | |
| 2001年11月15日 | ファイナルラップスペシャル                                             | バンダイ           | |
| 2001年12月13日 | スーパーロボット大戦COMPACT for WonderSwanColor                        | バンプレスト       | |
| 2001年12月20日 | ロマンシング サ・ガ                                                    | スクウェア         | |
| 2001年12月20日 | Xi［sai］Little                                                        | バンダイ           | |
| 2001年12月29日 | デジモンテイマーズ ブレイブテイマー                                    | バンダイ           | |
| 2002年1月3日   | From TV animation ONE PIECE トレジャーウォーズ                         | バンダイ           | |
| 2002年2月7日   | RUN＝DIM －Return of Earth－                                           | デジタルドリーム   | |
| 2002年2月14日  | 半熟英雄 ああ、世界よ半熟なれ…!!                                       | スクウェア         | |
| 2002年2月16日  | SDガンダム オペレーションU.C.                                          | バンダイ           | |
| 2002年2月28日  | ゴールデンアックス                                                     | バンダイ           | |
| 2002年3月2日   | キン肉マンII世 ドリームタッグマッチ                                    | バンダイ           | |
| 2002年3月16日  | デジタルモンスター カードゲーム Ver. WonderSwanColor                   | バンダイ           | |
| 2002年3月20日  | 魔界塔士Sa・Ga                                                         | スクウェア         | |
| 2002年3月29日  | ファイナルファンタジーIV                                               | スクウェア         | |
| 2002年4月27日  | デジモンテイマーズ バトルスピリットVer.1.5                             | バンダイ           | |
| 2002年5月25日  | 機動戦士ガンダムVol.3 A BAOA QU                                        | バンダイ           | |
| 2002年6月13日  | グランスタ クロニクル                                                  | オメガ・ミコット   | |
| 2002年6月27日  | X CARD OF FATE                                                         | バンダイ           | |
| 2002年7月4日   | アークザラッド 機神復活                                                | バンダイ           | |
| 2002年7月12日  | FRONT MISSION                                                          | スクウェア         | |
| 2002年7月12日  | From TV animation ONE PIECE グランドバトル 〜スワンコロシアム〜        | バンダイ           | |
| 2002年7月12日  | Riviera 〜約束の地リヴィエラ〜                                         | バンダイ           | ファンタジーRPG                                                                                                   |
| 2002年7月27日  | 犬夜叉 〜風雲絵巻〜                                                    | バンダイ           | |
| 2002年8月3日   | デジタルモンスター ディープロジェクト                                  | バンダイ           | |
| 2002年8月10日  | 激闘!クラッシュギアTURBO ギアチャンピオンリーグ                        | ウィズ             | |
| 2002年8月29日  | シャーマンキング 未来への意志                                          | バンダイ           | |
| 2002年9月26日  | SDガンダム Gジェネレーション モノアイガンダムズ                        | バンダイ           | |
| 2002年10月31日 | ナムコスーパーウォーズ                                                 | バンダイ           | |
| 2002年11月3日  | mama Mitte'                                                            | タニタ             | 体脂肪率計とスワンクリスタル付属                                                                                  |
| 2002年11月16日 | 犬夜叉 〜かごめの夢日記〜                                              | バンダイ           | |
| 2002年12月7日  | バトルスピリット デジモンフロンティア                                  | バンダイ           | |
| 2002年12月20日 | From TV animation ONE PIECE トレジャーウォーズ2 バギーランドへようこそ | バンダイ           | |
| 2003年1月30日  | キン肉マンII世 超人聖戦史                                              | バンダイ           | |
| 2003年2月8日   | ロックマンエグゼ WS                                                    | バンダイ           | |
| 2003年3月15日  | 機動戦士ガンダムSEED                                                   | バンダイ           | |
| 2003年3月27日  | NARUTO -ナルト- 木ノ葉忍法帖                                           | バンダイ           | |
| 2003年4月24日  | HUNTER×HUNTER G･I                                                      | バンダイ           | |
| 2003年5月2日   | 機動戦士ガンダム ギレンの野望 特別編 蒼き星の覇者                      | バンダイ           | |
| 2003年7月17日  | スーパーロボット大戦COMPACT3                                           | バンプレスト       | |
| 2003年7月31日  | 聖闘士星矢 黄金伝説編 Perfect Edition                                  | バンダイ           | |
| 2003年8月8日   | ロックマンエグゼ N1バトル                                              | カプコン           | |
| 2003年10月16日 | From TV animation ONE PIECE チョッパーの大冒険                         | バンダイ           | |
| 2003年11月20日 | ドラゴンボール                                                         | バンダイ           | |
| 2004年2月2日   | JUDGEMENT SILVERSWORD -Rebirth Edition-                                | キュート           | 期間限定の通信販売限定（3回実施）                                                                                 |
| 2004年5月31日  | Dicing Knight.                                                         | キュート           | 第2回ワンダーウィッチ・プログラミングコンテスト「WWGP2002」のグランプリ作品の製品化で、期間限定で通信販売された。 |

## その他
- TENORI-ON （2001年岩井俊雄個展会場でのみ販売）
- Dicing Knight （タイトル末尾の（.ピリオド）」が無い。2003年WWGP2003最終選考会場でのみ販売）

## 非売品
- SDガンダム オペレーションU.C. スペシャルパッケージ （ガシャポンの抽選プレゼント）
- デジモンアドベンチャー キャンペーン限定バージョン
- スターハーツ 〜星と大地の使者〜 体験版 （ファミ通の抽選プレゼント）

## 発売されなかったタイトル
| 作品名                                              | 発売元                       | 備考 |
| --------------------------------------------------- | ---------------------------- | --- |
| バックギャモン                                      | アルトロン                   | |
| ROX（仮題）                                         | アルトロン                   | |
| ムサビィのみらくるデス魔宮                          | エコールソフトウェア         | |
| 帰ってきたパチ夫くん マールの大冒険                 | 加賀テック                   | |
| 黒い瞳のノア ～シェルグリス クロニーク～            | ガスト                       | プレイステーション用ソフト『黒い瞳のノア』の前日談。 |
| ハローキティのキューブキュート                      | カルチュア・パブリッシャーズ | PS版のみ発売 |
| キングブリーダー                                    | サミー                       | |
| まぼろし月夜 for WonderSwanColor                    | シムス                       | ワンダースワンカラー専用ソフト |
| ディノブリーダー～エピソード1～（仮題）             | J・ウイング                  | |
| 聖剣伝説2                                           | スクウェア                   | |
| 聖剣伝説の続編（仮題）                              | スクウェア                   | |
| ダイスDEチョコボ                                    | スクウェア                   | プレイステーション用ソフト『チョコボ コレクション』に収録された作品をもとにして、 2001年12月に発表された。 |
| チョコボの不思議なダンジョン2                       | スクウェア                   | |
| ファイナルファンタジーIII                           | スクウェア                   | 同名ファミリーコンピュータ用ソフトの移植版。開発はされていたが、ファミリーコンピュータ版『III』のディレクターを務めた田中弘道は2006年ごろのインタビューで「技術的な問題や容量不足のために完成に至らなかった」と語っている。 |
| ロマンシング サ・ガの続編（仮題）                   | スクウェア                   | |
| ビックリマン2000ビバ!ワンダーフェスチバァ!          | セガトイズ                   | |
| エストポリス伝記Ⅰ・Ⅱ                                | タイトー                     | |
| フォーリング・ラブ                                  | 日本プランテック             | |
| ウィングストーリー～ボミットの羽～                  | ハル・コーポレーション       | |
| インセクトブリーダー                                | バンダイ                     | |
| GPS超!!パックマン（仮題）                           | バンダイ                     | 「ワンダースワンGPS」対応ソフトとして、東京ゲームショウ2001春に出展されていた。 |
| おジャ魔女どれみ                                    | バンダイ                     | |
| おジャ魔女どれみ#                                   | バンダイ                     | |
| もーっと!おジャ魔女どれみ                           | バンダイ                     | |
| おジャ魔女どれみドッカーン!                         | バンダイ                     | |
| 美少女戦士セーラームーン                            | バンダイ                     | |
| デジモンデイマーズ ネットワークテイマーズ（仮題）   | バンダイ                     | |
| トリプルパズルゲートでゲット（仮題）                | バンダイ                     | 『ワンダーゲート』対応ソフトとして2000年6月下旬に発売される予定だった。 |
| SWANでクイズ!右脳に挑戦（仮題）                     | バンダイ                     | 『ワンダーゲート』対応ソフトとして2000年6月下旬に発売される予定だった。 |
| マップ情報ソフト（仮題）                            | バンダイ                     | 東京ゲームショウ2001春に出展されていた |
| 魔法陣WARS（仮題）                                  | バンダイ                     | 「ワンダースワンGPS」対応ソフトとして、東京ゲームショウ2001春に出展されていた。 |
| 未来戦隊タイムレンジャー                            | バンダイ                     | |
| MOBLIESUIT GUNDAM MSPLATOON.COM                     | バンダイ                     | |
| やったつもりゴルフ（仮題）                          | バンダイ                     | 「ワンダースワンGPS」対応ソフトとして、東京ゲームショウ2001春に出展されていた。カートリッジに接続した加速度センサを傘などに装着してゴルフクラブに見立ててスイングすると、ゲームの中でGPS飛距離が計算されてボールが飛び、実際にボールの飛んだ場所まで歩く仕組みだが、夢中になったプレイヤーが信号無視をする恐れがあったことから、東京ゲームショウ2001春出展の時点で販売を見合わせていた。 |
| プリンセスメーカー ゆめみる妖精 for WonderSwanColor | バンダイビジュアル           | ワンダースワンカラー専用ソフトとして2000年12月の発売予定だった。 |
| シンディ's CARAT（仮題）                            | ヘキサ                       | ヘキサのPC用デスクトップアクセサリー『デスクトップのメイドさん』に登場するシンディを題材とした作品で、落ちものパズル『CARAT』のシステムが採用される予定だった。 |
| メイドさんとチェス（仮題）                          | ヘキサ                       | ヘキサのPC用デスクトップアクセサリー『デスクトップのメイドさん』のゲーム化作品で、同社のワンダースワン参入作になる予定だった。 |
| ワンダーテニス                                      | ベック                       | |
| 326ふぉ～わんだ～すわん                             | メガハウス                   | |
| 麻雀王（仮題）                                      | 童                           | |